# Astragalus froedinii
Astragalus froedinii es una especie de planta del género Astragalus, de la familia de las leguminosas, orden Fabales.

## Distribución
Astragalus froedinii se distribuye por Marruecos.

## Taxonomía
Fue descrita científicamente por Murb. Fue publicada en Acta Univ. Lund., 2, 18(3): 69 (1922).